# (3002) Delasalle
(3002) Delasalle es un asteroide que forma parte del cinturón de asteroides y fue descubierto por Henri Debehogne desde el Observatorio de La Silla, Chile, el 20 de marzo de 1982.

## Designación y nombre
Delasalle se designó al principio como 1982 FB3.
Posteriormente, en 1989, fue nombrado en honor del religioso francés Juan Bautista de La Salle (1651-1719).

## Características orbitales
Delasalle orbita a una distancia media de 2,239 ua del Sol, pudiendo acercarse hasta 1,945 ua y alejarse hasta 2,534 ua. Tiene una excentricidad de 0,1316 y una inclinación orbital de 6,146 grados. Emplea 1224 días en completar una órbita alrededor del Sol.

## Características físicas
La magnitud absoluta de Delasalle es 12,5.